# Langue des signes roumaine
La langue des signes roumaine est une langue des signes utilisée par les sourds et leurs proches en Roumanie. Elle est reconnue par la loi du 27 mars 2020 .